# Europees kampioenschap voetbal 2008 (kwartfinale) Nederland - Rusland
Nederland - Rusland is een internationale voetbalwedstrijd die op 21 juni 2008 werd gespeeld in het kader van het Europees kampioenschap voetbal 2008. Het is een wedstrijd in de kwartfinale van het toernooi. De winnaar, Rusland, plaatste zich voor de halve finale.

## Voorafgaand aan de wedstrijd
- Nederland kwalificeerde zich voor de kwartfinale met drie overwinningen. Italië werd in de openingswedstrijd met 3 - 0 verslagen. Daarna volgde een 4-1-overwinning op Frankrijk en een 2-0-overwinning op Roemenië.
- Rusland kwalificeerde zich pas op de laatste speeldag van de groepswedstrijden voor de kwartfinale dankzij een 2-0-overwinning op Zweden. Eerder werd met 4 - 1 verloren van Spanje en met 1 - 0 gewonnen van titelverdediger Griekenland.
- Het is voor Nederland de vierde keer dat ze de kwartfinale halen van het Europees kampioenschap voetbal mannen. Sinds het Europees kampioenschap voetbal mannen vanaf 1996 georganiseerd wordt voor 16 landenteams, is Nederland elke keer een van de acht landen geweest. Tijdens de voorgaande drie keren haalde Nederland twee keer de halve finale (2000 en 2004). In 1996 werd in de kwartfinale na strafschoppen verloren van Frankrijk.
- Voor Rusland is het de eerste keer dat ze meedoen aan de kwartfinale van het Europees kampioenschap voetbal.
- Khalid Boulahrouz verliet op 18 juni vervroegd de training. Zijn vrouw werd in Zwitserland opgenomen in het ziekenhuis met zwangerschapscomplicaties. Uiteindelijk beviel ze van een dochter die kort na de bevalling overleed.[1] Boulahrouz blijft deel uitmaken van de selectie en gaf aan te kunnen en willen spelen.[2] Nederland speelt met zwarte rouwbanden om.
- Nederland heeft vijf keer op een eindtoernooi op 21 juni een wedstrijd gespeeld en nog nooit verloren. Op het Wereldkampioenschap voetbal 1978 werd op 21 juni Italië met 2 - 1 verslagen. Op het Europees kampioenschap voetbal 1988 werd Duitsland met ook met 2 - 1 verslagen. Op het Wereldkampioenschap voetbal 1990 werd met 1 - 1 gelijk gespeeld tegen Ierland. In 2000 werd er met 3 - 2 gewonnen van Frankrijk. De laatste keer dat er op 21 juni werd gespeeld was bij het Wereldkampioenschap voetbal 2006. Het werd een doelpuntloos gelijk spel tegen Argentinië.
- Nederland en Rusland hebben één keer tegen elkaar gespeeld. Bij een vriendschappelijke wedstrijd in 2007 versloeg Nederland Rusland met 4 - 1.
- De Russische media waren lyrisch over de prestaties van hun ploeg. In kranten verschenen koppen zoals Dank je Hiddink. Zelfs je landgenoten hadden niet verwacht dat je Rusland de kwartfinales binnen zou loodsen. en Nu beven jullie, Hollanders.[3]
- De grasmat in het stadion werd zes dagen voor de wedstrijd vervangen. Voorafgaand aan het toernooi werd in april een nieuwe grasmat aangelegd, maar deze moest tijdens het toernooi worden vervangen. Van de zware regen tijdens de wedstrijd Zwitserland - Turkije had het veld veel te lijden. Na de wedstrijd Zwitserland - Portugal werd besloten om het gras te vervangen.[4] Duitsland en Portugal speelden als eerste op de nieuwe grasmat.

## Wedstrijdgegevens

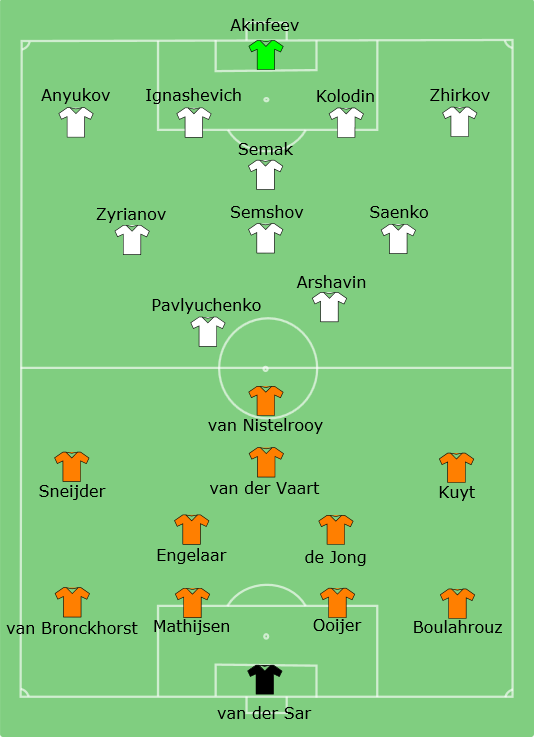
De basisopstellingen van beide landen.

| Datum                | 21 juni 2008              | 21 juni 2008              |
| Stadion              | St. Jakob Park, Bazel     | St. Jakob Park, Bazel     |
| Toeschouwers         | 38.000                    | 38.000                    |
| Scheidsrechter       | Ľuboš Micheľ              | Ľuboš Micheľ              |
| Assistenten          | Roman Slyško Martin Balko | Roman Slyško Martin Balko |
| Vierde man           | Massimo Busacca           | Massimo Busacca           |
| Man van de wedstrijd | Andrej Arsjavin           | Andrej Arsjavin           |
|                      | Nederland                 | Rusland                   |
| Doelpunten           | 1                         | 3                         |
| Gele kaarten         | 3                         | 3                         |
| Rode kaarten         | 0                         | 0                         |
| Wissels              | 3                         | 3                         |
| Schoten op doel      | 12                        | 12                        |
| Schoten naast doel   | 14                        | 12                        |
| Overtredingen        | 22                        | 28                        |
| Hoekschoppen         | 4                         | 11                        |
| Buitenspel           | 6                         | 4                         |
| Vrije trappen        | 32                        | 28                        |
| Strafschoppen        |                           |                           |
| Balbezit (tijd)      | 39' 17                    | 34'14                     |
| Balbezit (%)         | 53                        | 47                        |

| Nederland | 1 – 3 (n.v.)    | Rusland |
| Ruud van Nistelrooij (Wesley Sneijder) 86' | goals (assists) | 56' Roman Pavljoetsjenko (Sergej Semak) 112' Dmitri Torbinski (Andrej Arsjavin) 116' Andrej Arsjavin                                                                                          |
| Marco van Basten | bondscoach      | Guus Hiddink |
| Edwin van der Sar Khalid Boulahrouz 54' André Ooijer Joris Mathijsen Giovanni van Bronckhorst Orlando Engelaar 62' Wesley Sneijder Nigel de Jong Dirk Kuijt 46' Ruud van Nistelrooij Rafael van der Vaart | opstellingen    | Igor Akinfejev Sergej Ignasjevitsj Denis Kolodin 81'Ivan Sajenko Sergej Semak Konstantin Zyrjanov Joeri Zjirkov 115' Roman Pavljoetsjenko 69' Igor Semsjov Aleksandr Anjoekov Andrej Arsjavin |
| Robin van Persie 46' Johnny Heitinga 54' Ibrahim Afellay 62' | wissels         | 69' Dinijar Biljaletdinov 81' Dmitri Torbinski 115' Dmitri Sytsjov |
| Khalid Boulahrouz 50' Robin van Persie 55' Rafael van der Vaart 60' | gele kaarten    | 71' Denis Kolodin 103' Joeri Zjirkov 111' Dmitri Torbinski |
| | rode kaarten    | |

## Overzicht van wedstrijden
| Groepswedstrijden | | | |
| Groep A | Groep B | Groep C | Groep D |
| Zwitserland - Tsjechië Portugal - Turkije Tsjechië - Portugal Zwitserland - Turkije Zwitserland - Portugal Turkije - Tsjechië | Oostenrijk - Kroatië Duitsland - Polen Kroatië - Duitsland Oostenrijk - Polen Oostenrijk - Duitsland Polen - Kroatië | Roemenië - Frankrijk Nederland - Italië Italië - Roemenië Nederland - Frankrijk Nederland - Roemenië Frankrijk - Italië | Spanje - Rusland Griekenland - Zweden Zweden - Spanje Griekenland - Rusland Griekenland - Spanje Rusland - Zweden |
| Kwartfinales | | | |
| Portugal - Duitsland | Kroatië - Turkije | Nederland - Rusland | Spanje - Italië                                                                                                   |
| Halve finales | | | |
| Duitsland - Turkije | Duitsland - Turkije                                                                                                  | Rusland - Spanje | Rusland - Spanje                                                                                                  |
| Finale | | | |
| Duitsland - Spanje | | | |